# Hồ Bốn
Hồ Bốn là một xã thuộc huyện Mù Cang Chải, tỉnh Yên Bái, Việt Nam.
Xã Hồ Bốn có diện tích 53,69 km², dân số năm 2019 là 2.793 người, mật độ dân số đạt 52 người/km².